# Villafría (Burgos)
Villafría fue una localidad de Burgos, situada en la misma provincia, comunidad autónoma de Castilla y León (España). Es actualmente un barrio de la ciudad de Burgos.

## Datos generales
Es, en la actualidad, un barrio situado a 7 km al este del centro de la ciudad, en la llanura formada por el río Vena (afluente del Arlanzón) y su afluente el Pico. Estando integrado en la trama urbana de Burgos, pero separado por el polígono industrial de Gamonal-Villímar. En 2008 contaba con 871 habitantes, 904 en 2010.

## Comunicaciones
- Carretera:  N-1 y circunvalación BU-30.
- Ferrocarril: Estación de mercancías, de la Línea Madrid-Hendaya.
- Aeropuerto: Aeropuerto de Burgos ubicado en su término.
- Transporte urbano: Línea 8 de Autobuses Urbanos de Burgos

## Aeródromo Militar
Con observatorio meteorológico  y sede del Centro Militar de Farmacia (antiguo Instituto de Farmacia del Aire).

## Ferrocarril minero
La estación era el origen del antiguo ferrocarril minero Villafría - Monterrubio de la Demanda ABUAF

## Aduana
En esta localidad se encuentra un depósito franco.

## Demografía
| Gráfica de evolución demográfica de Villafría de Burgos entre 1842 y 1960 |
| |
| Población de derecho según los censos de población del INE. Población de hecho según los censos de población del INE.Entre el censo de 1857 y el anterior, crece el término del municipio porque incorpora a Cótar. Entre el censo de 1970 y el anterior, este municipio desaparece porque se integra en el municipio Burgos. |

| 1842 |  | 1857 |  | 1860 |  | 1877 |  | 1887 |  | 1897 |  | 1900 |  | 1910 |  | 1920 |  | 1930 |  | 1940 |  | 1950 |  | 1960 |
| ---- |  | ---- |  | ---- |  | ---- |  | ---- |  | ---- |  | ---- |  | ---- |  | ---- |  | ---- |  | ---- |  | ---- |  | ---- |
| 152  |  | 480  |  | 488  |  | 416  |  | 429  |  | 469  |  | 464  |  | 543  |  | 503  |  | 501  |  | 540  |  | 628  |  | 550  |

## Historia

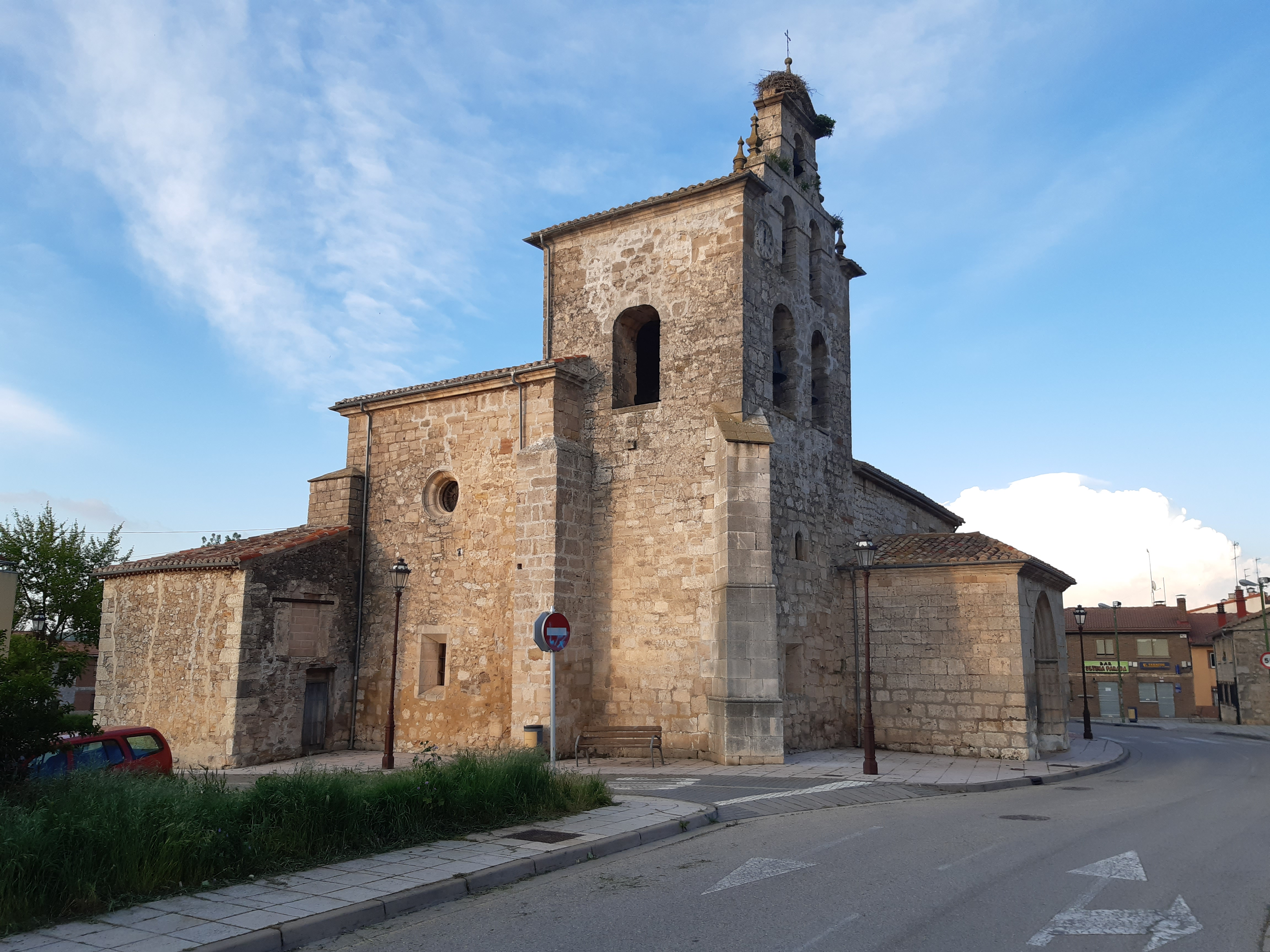
Iglesia de San Esteban Protomártir

Lugar que formaba parte, del Alfoz y Jurisdicción de Burgos en el partido de Burgos, uno de los catorce que formaban la Intendencia de Burgos durante el periodo comprendido entre 1785 y 1833, tal como se recoge en el Censo de Floridablanca de 1787. Tenía jurisdicción de abadengo dependiente del Monasterio de San Pedro de Cardeña cuyo abad nombraba el alcalde pedáneo.
Antiguo municipio de Castilla la Vieja en el Partido de Burgos código INE- 09543 que en el censo de la matrícula catastral contaba con 58 hogares y 152 vecinos. Entre el censo de 1857 y el anterior, crece al incorporar a 095036 Cótar. Entre el censo de 1970 y el anterior, desaparece al integrarse en 09059 Burgos, las dos localidades sumaban 135 hogares y 550 vecinos.
El 14 de marzo de 1969, como consecuencia del establecimiento del Polo de Promoción Industrial en Burgos, se aprobó la incorporación voluntaria del municipio al de Burgos en sesión extraordinaria siendo alcalde de Burgos Fernando Dancausa, y de Villafría Eulogio Rodríguez Gómez.

## Monumentos
Iglesia de San Esteban Protomártir.